# 2-Thiocytidine
La 2-thiocytidine (s2C) est un nucléoside dont la base nucléique est la 2-thiocytosine, un dérivé soufré de la cytosine, l'ose étant le β-D-ribofuranose.